# Polimero di coordinazione

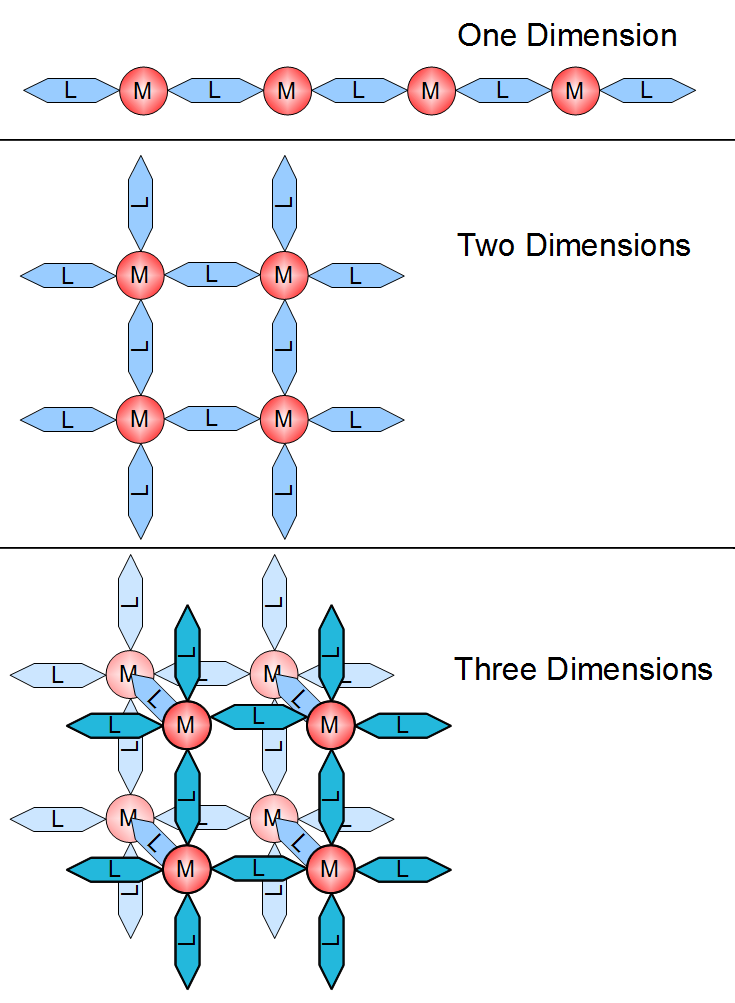
Figura 1. Esempi schematici di strutture a una, due e tre dimensioni. M = metallo, L = linker.

Un polimero di coordinazione è definito come un composto di coordinazione formato da unità di coordinazione che si ripetono estendendosi in 1, 2 o 3 dimensioni. I costituenti principali dei polimeri di coordinazione sono due: ioni metallici, spesso denominati nodi, e leganti, denominati linkers. Le strutture a 1 dimensione danno luogo a composti che si estendono lungo una linea (più o meno) retta, strutture a 2 dimensioni formano composti che si estendono in un piano, e strutture a 3 dimensioni formano solidi tridimensionali (vedi Figura 1).
La sintesi di queste specie chimiche avviene con tecniche di auto-assemblaggio molecolare sfruttando le proprietà di coordinazione dei componenti utilizzati, nonché forze più deboli come interazioni π-π, legame a idrogeno e forze di van der Waals. I polimeri di coordinazione sono materiali che esistono come tali solo allo stato solido e la loro struttura viene determinata con metodi di cristallografia a raggi X. Se forzati in soluzione questi materiali si disgregano in frammenti formati da poche unità componenti.
Lo studio dei polimeri di coordinazione ha avuto un considerevole sviluppo a partire dagli anni novanta del secolo scorso, coinvolgendo molti campi di ricerca come chimica inorganica e organica, biochimica, chimica dei materiali, elettrochimica e farmacologia, in vista di svariate possibili applicazioni.
Una sottoclasse dei polimeri di coordinazione è costituita dai metal organic frameworks (MOFs), composti caratterizzati dalla presenza di una porosità molto elevata.

## Storia
Le ricerche di Alfred Werner hanno posto le basi per sviluppo della chimica di coordinazione. Werner stesso coniò il termine numero di coordinazione. Il termine "polimero di coordinazione" è stato usato per la prima volta da John C. Bailar Jr. nel 1964. Composti noti da lungo tempo come il blu di Prussia e i clatrati di Karl Andreas Hofmann (1870-1940) vengono adesso classificati come polimeri di coordinazione. In queste specie gli ioni metallici sono collegati utilizzando leganti a ponte cianuro.

## Centri metallici

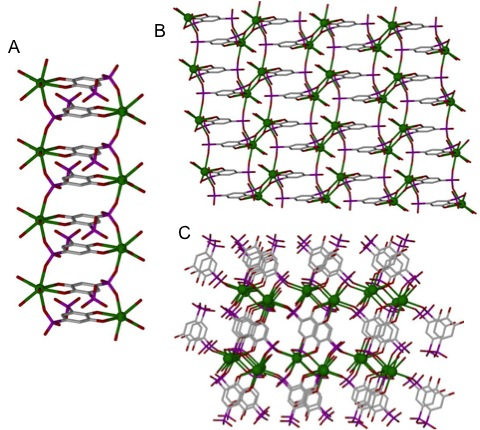
Figura 2. Tre polimeri di coordinazione di caratteristiche dimensionali differenti. Sono tutti stati preparati con lo stesso legante L (4,5-diidrossibenzene-1,3-disolfonato) e differenti cationi metallici. I metalli appartengono al gruppo 2; la dimensionalità cresce al crescere della grandezza e della polarizzabilità del catione. A. [Ca(L)(H_{2}O)_{4}]•H_{2}O B. [Sr(L)(H_{2}O)_{4}]•H_{2}O C.[Ba(L)(H_{2}O)]•H_{2}O. Il metallo è rappresentato in verde.

I centri metallici utilizzati sono denominati anche connettori, nodi o hub, a seconda degli autori. I centri metallici sono caratterizzati da un certo numero di coordinazione, indicante il numero di connessioni tra un metallo e i leganti collegati. Questo numero varia in genere da 2 a 7 o più, a seconda del metallo, del suo stato di ossidazione, delle sue dimensioni e delle sue proprietà hard e soft. In base al numero di coordinazione si possono avere differenti geometrie attorno al metallo, influenzando così la struttura finale del polimero di coordinazione. I metalli utilizzati possono essere di vario tipo:
- Ioni dei metalli di transizione. Sono usati molto comunemente. A seconda del metallo non solo si sceglie la geometria attorno al metallo, ma anche le possibili proprietà del materiale finale. Alcuni ioni sono più "flessibili" e possono assumere geometrie differenti. Un esempio è Ag(I), ione con configurazione elettronica d10 e dunque CFSE = 0, che può assumere intorni di coordinazione lineari, trigonali, tetraedrici, planari quadrati, ottaedrici. Ioni con configurazioni elettroniche diverse da d10 sono più "rigidi" e hanno intorni di coordinazione preferiti. Ad esempio Co(II) ha di regola coordinazione ottaedrica e Pt(II) planare quadrata.[3][4]
- Ioni lantanoidi. Possono avere numeri di coordinazione da 7 a 10. Sono meno usati perché la loro geometria di coordinazione è molto flessibile e difficile da prevedere, ma possono dar luogo a topologie molto particolari.[3][4]
- Ioni dei metalli alcalini e alcalino-terrosi. Costituiscono un campo d'indagine più recente e meno sviluppato. Questi ioni sono caratterizzati da numeri di coordinazione variabili e legami deboli, per cui la struttura finale finisce con l'essere imprevedibile.[9] Nella Figura 2 è illustrato l'esempio di polimeri di coordinazione contenenti metalli alcalino-terrosi. In questo caso la dimensionalità delle strutture cresce al crescere delle dimensioni del metallo (da calcio a stronzio a bario).[10]

## Linkers
Linkers è il termine usato nel campo dei polimeri di coordinazione per designare i leganti a ponte che collegano i nodi metallici. I linkers usati più comunemente sono di tipo organico, ma anche semplici ioni inorganici come alogenuri e cianuri possono fungere da leganti a ponte. Per facilitare la formazione di una struttura estesa all'infinito i leganti organici più usati sono chelati; alcuni fattori importanti che distinguono i vari linkers sono:
- Atomi donatori. Sono gli atomi del linker direttamente connessi al metallo. Gli atomi donatori più comuni sono azoto e ossigeno, e quindi linkers comuni sono polipiridine, idrossichinoline e policarbossilati. Altri atomi donatori a volte usati sono zolfo,[11] fosforo,[12] e carbonio.[9] Esistono sia linker simmetrici che asimmetrici, cioè che connettono i due metalli con gruppi chimicamente differenti. Nella scelta del gruppo donatore possono essere utili considerazioni basate sulla teoria HSAB: metalli hard piccoli e non polarizzabili preferiranno atomi donatori hard piccoli e non polarizzabili (N e O), mentre metalli soft, voluminosi e polarizzabili si legheranno più facilmente a leganti con atomi donatori soft, voluminosi e polarizzabili (P e S).
- Geometria. I linkers possono essere rigidi o flessibili, essere chirali o meno, o contenere legami attorno ai quali si possa avere rotazione o isomerizzazione. Esistono esempi in cui un certo linker è presente in conformazioni differenti all'interno della stessa struttura.[13] Un altro fattore che può essere regolato è la lunghezza del linker, che si può variare introducendo opportuni spaziatori tra i gruppi coordinanti.
- Funzionalizzazioni. Il linker può contenere eteroatomi, anelli aromatici, catene laterali alchiliche e altri gruppi chimici specifici al fine di introdurre una determinata funzionalità nella struttura finale.

## Sintesi
La sintesi di un polimero di coordinazione può essere vista come una sorta di gioco di costruzione; il risultato finale è in primo luogo determinato dai componenti utilizzati, cioè dai nodi metallici e dai linkers, ma possono essere importanti anche altri fattori come controioni, solvente e condizioni sperimentali utilizzate. I metodi sintetici impiegati sono in genere analoghi a quelli usati per crescere cristalli. Alcuni metodi comuni sono (a) stratificazione di solventi diversi (lenta diffusione), (b) lenta evaporazione di solvente e (c) lento raffreddamento della soluzione. Sono usuali anche metodi idrotermali, analoghi a quelli usati nella sintesi di zeoliti, mentre metodi per irradiamento con microonde o ultrasuoni sono impiegati raramente. È importante ottenere cristalli di buona qualità e sufficiente dimensione dato che il principale metodo di caratterizzazione di questi materiali è la cristallografia a raggi X.

## Applicazioni
I polimeri di coordinazione hanno attratto molto interesse date le loro promettenti proprietà. Nel seguito sono illustrati alcuni possibili campi applicativi, con esempi specifici di questi nuovi materiali.

### Materiali porosi
I polimeri di coordinazione possono essere porosi in maniera analoga alle zeoliti; quando la porosità è molto elevata questi materiali sono classificati come metal organic frameworks. La dimensione e la forma di pori e canali all'interno del materiale può essere controllata variando forma e lunghezza del linker e inserendo eventuali gruppi funzionali. Si riescono a costruire anche reticoli flessibili che possono modificarsi in presenza di stimoli esterni come luce, campi elettrici o magnetici, o in presenza di molecole ospitate all'interno delle cavità. Possibili applicazioni di questi materiali porosi comprendono l'utilizzo come setacci molecolari o per immagazzinare gas o altre molecole. Alcuni esempi sono:
- In {[Zn4O(BDC)3]·(DMF)8C6H5Cl}n (BDC = 1,3,5-benzenetricarbossilato, DMF = dimetilformammide), le molecole di DMF e clorobenzene possono essere rimosse e il composto "svuotato" è stabile fino a 300 °C.[16]
- {[CuSiF6(4,4′‐dipiridina)2]}n ha una struttura microporosa che può assorbire metano in quantità maggiore delle zeoliti note.[17]
- {[Ag(EDPTN)]CF3SO3}n (EDPTN = etilendiamminatetrapropionitrile) è in grado di scambiare reversibilmente l'anione triflato con il nitrato. Questo è possibile perché il reticolo di questo composto è cationico, a differenza delle zeoliti che hanno reticoli anionici e possono scambiare solo cationi.[18]

### Materiali catalitici
Proprietà catalitiche sono state osservate in vari polimeri di coordinazione. Nel caso di materiali porosi l'attività catalitica è stata correlata con la presenza di cavità contenenti centri metallici e gruppi organici specifici che agiscono da siti cataliticamente attivi, in analogia alle proprietà delle zeoliti. Ad esempio il polimero di coordinazione bidimensionale {[Cd(NO3)2(4,4'-dipiridina)2]}n possiede cavità attorniate dalle unità dipiridina e catalizza la cianosililazione eterogenea di aldeidi aromatiche. La resa differente a seconda delle dimensioni dell'aldeide di partenza è stata attribuita alla dimensione delle cavità nel polimero.
Sono noti anche casi di polimeri di coordinazione non porosi; in questo caso la reazione catalitica avviene sulla superficie del polimero e substrati di dimensioni differenti reagiscono in modo simile. Un esempio è costituito da {[In2(OH)3(1,4-benzenedicarbossilato)1,5]}n che catalizza l'idrogenazione di composti nitroaromatici e l'ossidazione selettiva di solfuri organici.

### Materiali luminescenti
Le architetture supramolecolari luminescenti hanno attratto notevole attenzione per le possibili applicazioni in congegni optoelettronici tipo LED o come sonde e sensori luminescenti. I polimeri di coordinazione sono interessanti a tal fine dato che sono spesso più stabili di composti puramente organici. Nella maggior parte dei casi la luminescenza si origina dall'assorbimento di luce da parte dei linkers, che poi trasferiscono energia al metallo, da cui avviene l'emissione di luminescenza. Un esempio di questo tipo è costituito dai composti {[Tb(O2CPh)3(CH3OH)2(H2O)]}n e {[Tb2(O2CPh)6(4,4′-bipy)]}n, che mostrano una forte luminescenza verde dovuta all'assorbimento di luce da parte del legante organico benzoato o dipiridina e al successivo trasferimento di energia al metallo. Le bande di emissione molto strette confermano che la luminescenza è dovuta a stati f–f interni al catione Tb(III).
In altri casi la luminescenza è una caratteristica intrinseca del linker, e la formazione del polimero di coordinazione può modificarne l'intensità di emissione. Ad esempio in {[Cd(tereftalato)(piridina)]}n si osserva un'emissione blu dovuta a transizioni π-π* interne al legante tereftalato, emissione che nel polimero diventa 100 volte più intensa rispetto al legante non complessato.

### Materiali conduttori
È stata studiata anche la possibilità di ottenere materiali interessanti come conduttori elettrici. I polimeri di coordinazione più efficienti utilizzano linkers corti e inorganici, ma le caratteristiche di questi materiali rimangono lontane da quelle dei metalli che hanno una conduttività elettrica dell'ordine di 104–105 S cm−1, con valori crescenti al calare della temperatura. Anche linkers organici coniugati possono facilitare la conduzione, e ci sono vari casi di polimeri di coordinazione che si comportano come semiconduttori. Un esempio è il composto {[Ni2(2-tiolatopirimidina)]}n, dove la distanza tra i centri metallici è solo 377,4 pm e la conduttività  (5×10−3 S cm−1 a 28 °C) cresce al crescere della temperatura.

### Materiali magnetici
I polimeri di coordinazione sono promettenti per lo sviluppo di nuovi materiali magnetici, dato che proprietà come antiferromagnetismo, ferrimagnetismo e ferromagnetismo richiedono l'interazione di spin tra centri paramagnetici vicini presenti in un solido. L'interazione tra centri metallici è favorita da linkers corti come osso, ciano, dicianammide o simili. Un esempio è il composto {[M(dicianammide)2]}n dove a seconda del metallo impiegato (Cr, Mn, Fe, Co, Ni, Cu) non cambia la struttura cristallina ma cambiano le proprietà magnetiche. Esistono anche linkers più grandi che riescono comunque a provocare una forte interazione tra centri metallici vicini. Un esempio è la 2,2'-dipirimidina: nel composto {[Cu2(dipirimidina)(dicianammide)2]}n si ha un forte accoppiamento antiferromagnetico.

### Sensori
La possibilità di usare i polimeri di coordinazione come sensori dipende dalla capacità di questi materiali di fornire un segnale analiticamente rilevabile in presenza di una determinata molecola. Il segnale più comodo da visualizzare è una variazione di colore. Uno dei pochi esempi è costituito da strutture tipo  {[Co2(H2O)4][Re6S8(CN)6]·10H2O}n che cambiano colore da arancione a blu in presenza di vapori di etere dietilico. Questi materiali sono costituiti da nodi [Re6S8]2+ e [Co2(μ-OH2)2]4+ connessi da linker CN–. La variazione di colore è reversibile ed è attribuita alle molecole di etere che entrano nelle cavità interne del polimero di coordinazione e provocano l'allontanamento di molecole d'acqua coordinate al cobalto. Di conseguenza la coordinazione ottaedrica attorno agli atomi di cobalto diventa tetraedrica, e il colore cambia.